# Pepco
Pepco – europejska sieć detaliczna oferująca odzież i produkty dla domu. Sieć w grudniu 2022 liczyła ponad 2,9 tysiąca sklepów.

## Historia

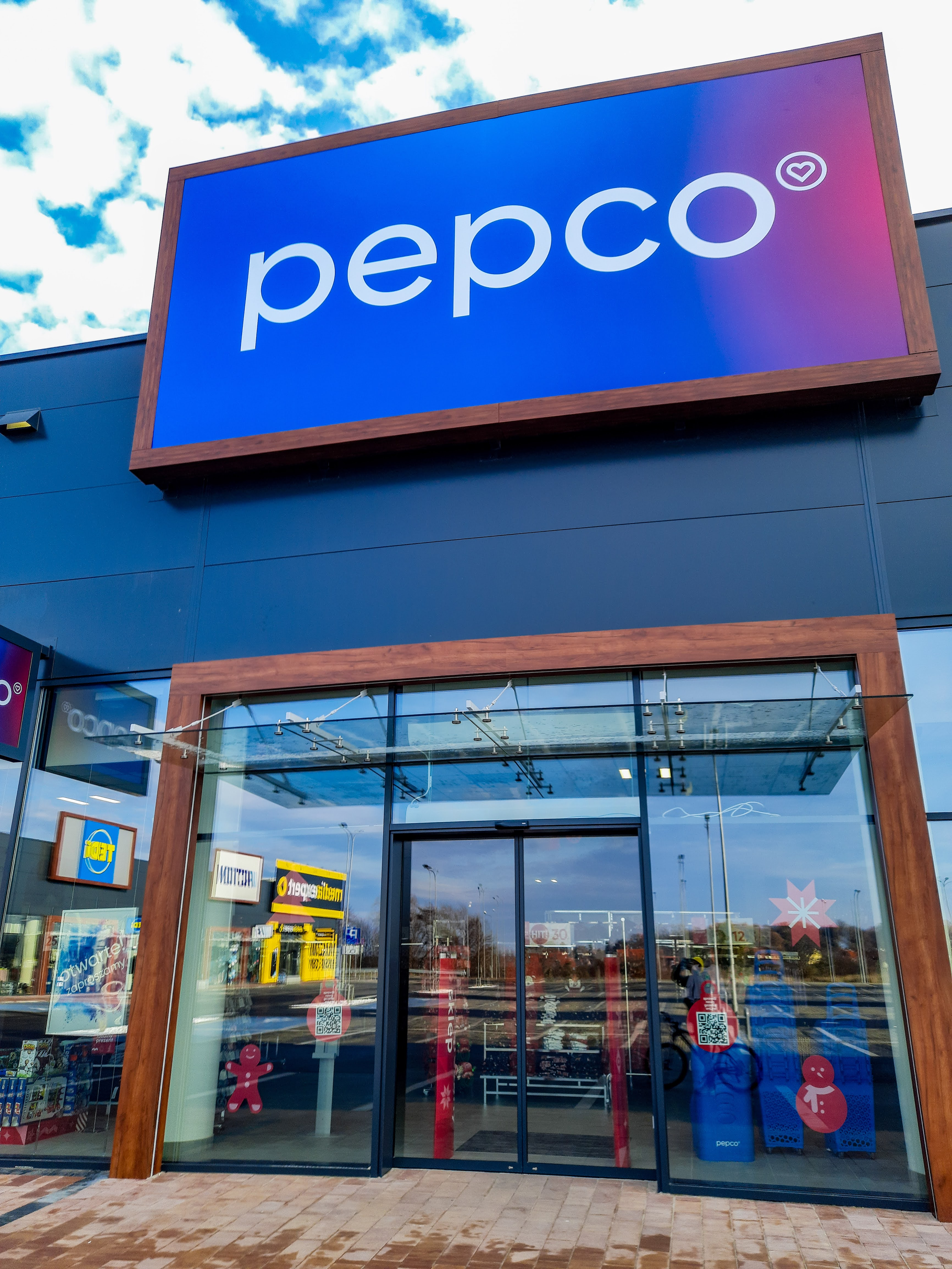
Sklep sieci Pepco w Parku Handlowym w Bielawie

Firma powstała pod koniec 1999 w Polsce jako oddział brytyjskiego Brown&Jackson. W wyniku słabych wyników finansowych w 2002 spółka sprzedała cztery sieci, w tym B&J Poland, południowoafrykańskiemu udziałowcowi firmie Tradegro.
Następnie, w wyniku zmian kapitałowych w ramach holdingu, w 2004 roku spółka została przejęta przez firmę Pepkor z siedzibą w Południowej Afryce. Wtedy też zmieniono logo oraz nazwę firmy na Pepco. 
Od 2013 rozpoczęła się ekspansja Pepco na innych rynkach europejskich:
- 2013 – otwarcie sklepów w Czechach i na Słowacji[5]
- 2015 – otwarcie sklepów w Rumunii[6] i na Węgrzech[7]
- 2017 – otwarcie sklepów w Chorwacji, Słowenii i na Litwie[8]
- 2018 – otwarcie sklepów na Łotwie[9] i w Estonii[10]
- 2019 – otwarcie sklepów w Bułgarii[11]
- 2020 – otwarcie sklepów we Włoszech i Serbii[12]
- 2021 – otwarcie sklepów w Hiszpanii i Austrii[13]
- 2022 – otwarcie sklepów w Niemczech i Grecji[14]

W listopadzie 2014 firma Steinhoff International Holdings przejęła spółkę Pepkor za 5,7 mld USD.
Obecnie sieć sklepów wchodzi w skład Pepco Group, notowanej na Giełdzie Papierów Wartościowych w Warszawie.
W 2021 Pepco zmieniło logotyp.
W 2023 większościowy (72%) udziałowiec sieci Pepco, Steinhoff International, stanął na krawędzi bankructwa. Istnienie Pepco nie było jednak zagrożone, bo sieć działa jako niezależna spółka giełdowa, dysponująca własnym finansowaniem i silnym bilansem oraz notująca tendencję wzrostową. 